# Болехівська ратуша
Боле́хівська ра́туша — адміністративна споруда, приміщення магістрату міста Болехова, що в Івано-Франківській області. 
Ратуша споруджена 1863 року, хоча закладена була ще в XVIII ст. Болехів отримав магдебурзьке право 1603 року, отже потребував приміщення для міського магістрату. Як виглядала давніша ратуша — невідомо. 
Сучасна ратуша розташована в центрі міста, на площі І. Франка. Це невелика, одноповерхова, прямокутна у плані споруда. Над головним входом здіймається ратушна вежа. На вежі на рівні третього поверху вмонтовано годинник-куранти з чотирма циферблатами діаметром понад 1,2  м. Під циферблатами поміщено герб України. Вежу завершує оригінальний гостроверхий дах, прикрашений фігурними башточками зі шпилями. Завдяки йому вежа і вся ратуша має елегантний вигляд. 
У 2001 році ратушу реставрували, а на вежі встановили нові куранти роботи сучасного львівського майстра О. Бурнаєва. 
Нині ратуша використовується за своїм призначенням — у ній міститься Болехівська міськрада.